# 給爸爸的信
《給爸爸的信》是1995年上映的英屬香港动作電影。元奎導演，李連杰、梅豔芳、謝苗及于榮光領銜主演。本片雖然是動作片，但本片有大量父子情的鏡頭，讓觀眾看得感動。

## 演员
| 演員   | 角色       | 備註                                                               |
| 李連杰 | 鞏偉       | 中國公安特警，後被安排混入香港犯罪集團 (粵語配音：杜燕歌)          |
| 梅豔芳 | 方逸華     | 香港督察(粵語配音：陸惠玲)                                         |
| 謝苗   | 鞏固       | 鞏偉兒子，雖然年紀小小，但武功很好                                 |
| 佘南南 | 李夏       | 鞏偉妻子，鞏固母亲，有病在身                                       |
| 于榮光 | 甫光       | 本片終極大反派 香港犯罪集團首領(粵語配音：陳欣) (預告片配音：盧雄) |
| 柯受良 | 小黑       | 鞏偉拍擋，甫光手下(粵語配音：陳永信)                               |
| 劉松仁 | 鄭警司     | (粵語配音：潘文柏)                                                 |
| 盧惠光 | 阿光       | (粵語配音：潘文柏)                                                 |
| 鄒兆龍 | 打手       | 甫光之打手(粵語配音：不祥)                                         |
| 未具名 | 蛇頭炳     | 川民(粵語配音：盧雄)                                               |
| 江富強 | 黑客       | 在游艇上幫甫光駭入CCTV(粵語配音：盧雄)                             |
| 方平   | 古董拍賣家 | 友情客串(粵語配音：潘文柏)                                         |

## 獎項
| 頒獎典禮             | 獎項         | 名單      | 結果 |
| -------------------- | ------------ | --------- | ---- |
| 第32屆金馬獎         | 最佳動作指導 | 元奎,元德 | 提名 |
| 第15屆香港電影金像獎 | 最佳動作指導 | 元奎,元德 | 提名 |

## 外部連結
- 開眼電影網上《給爸爸的信》的資料（繁體中文）
- 香港影庫上《給爸爸的信》的資料（繁體中文）
- 时光网上《給爸爸的信》的資料（简体中文）
- 豆瓣电影上《給爸爸的信》的資料 （简体中文）
- AllMovie上《給爸爸的信》的资料（英文）
- 爛番茄上《Father Is a Hero_1995 給爸爸的信》的資料（英文）
- 互联网电影数据库（IMDb）上《給爸爸的信》的资料（英文）